# Heldenmonument
Het Heldenmonument op de Heldenlaan in de Belgische stad Zottegem is een oorlogsmonument dat werd opgericht op 25 september 1921 ter nagedachtenis van de Zottegemse slachtoffers van de Eerste Wereldoorlog. Het monument werd ontworpen door beeldhouwer Jules Vits uit Melle.

In 1919 besloot het Zottegemse gemeentebestuur om een monument op te richten voor de Zottegemse gesneuvelden. Na de begrafenis van de terechtgestelde burgers Léonce Roels en Désiré Van den Bossche kreeg dit idee nog meer bijval: 
Na de buitengewoone lijkplechtigheden die te Sottegem plaats hadden den 27 july 1919 ter eere van onze terechtgestelde medeburgers H.H. Léonce Roels, notaris en Disideer Vanden Bossche, ijzerenwegbediende(…) en waartoe een stroom van volk als in bedevaart was toegelopen, is onze commissie thans van oordeel bij ons gemeentebestuur aan te dringen om door haar milde tusschenkomst het daarstellen van het ontworpen praalmonument ter eere onze gesneuvelde medeburgers te bespoedigen.
 Er werd een wedstrijd georganiseerd, maar van de 12 ingezonden tekeningen en 11 maquettes kwam geen winnaar uit de bus. In 1921 werd het ontwerp dan maar toegewezen aan de jonge beeldhouwer Jules Vits uit Melle tegen een kostprijs van 54.000 frank. Jules Vits beschreef zijn werk als volgt: 
Een voetstuk in blauwe of witte steen. Waar, op het voorplan een strijdende soldaat, gekwetst, vallende op zijn verbrijzeld kanon, met gebroken zweerd zich nog verdedigende tot dat zijne krachten hem begeven. Neven hem een opgeëischte werkman, afgebeuld en al werkende bezweken. Op beide zijkanten, de beeltenissen van M.M. Roels en Van den Bossche, die tijdens de vijandelijke bezetting, trots alle gevaar, voor vaderlandsche diensten gefussilleerd zijn. Boven het voetstuk komt de engel van vrede en liefde voor 't vaderland (gevoelens waarin de jongens gestorven zijn), neven hem het nakomelingschap, die hulde brengt aan de Helden. Langs achter, de armoiries, waarboven de namen prijken der roemrijke gevallenen. Alles wordt in uitvoering naar de natuur gestudeerd.
 'De notarissen van België en Parijs' droegen 20.000 frank bij (ter ere van de terechtgestelde notaris Roels), 5.000 frank werd opgehaald door vrijwillige inschrijvingen en de overige 29.000 nam de gemeente voor haar rekening.
Het Heldenmonument staat op een voetstuk in blauwe steen. Op het voorplan bevindt zich een strijdende soldaat die gewond op zijn verbrijzelde kanon valt. Naast de soldaat staat een opgeëiste arbeider. Bovenaan op het monument staat een engel als symbool van vrede en 'vaderlandsliefde' met daaronder het opschrift Sottegem ter verheerlijking van zijne helden 1914-1918.
Op de zijkanten staan Léonce Roels en Désiré Van den Bossche afgebeeld die in 1916 door de Duitsers werden terechtgesteld voor spoorwegspionage (nadat ze waren verklikt door de contraspion Eugène Jasienski, die zich bij de burgemeester had uitgegeven voor Frans officier, waarop Roels het spionagenetwerk aan Jasienski uit de doeken deed). Aangezien de notarissen een groot deel van het gedenkteken hadden gefinancierd, mochten ze in ruil daarvoor beslissen welke tekst onder de beeltenis van Léonce Roels aangebracht zou worden. Hoewel de gemeenteraad liever een tweetalige tekst had, werd het een Franse tekst: Hommage des notaires belges et français à leur confrère, Léonce Roels. Mort pour la patrie, fusillé à Casteau le 2 mars 1916 (Nederlands: 'Eerbetoon van de Belgische en Franse notarissen aan hun confrater Léonce Roels, gestorven voor het vaderland, terechtgesteld in Casteau op 2 maart 1916'). Onder de beeltenis van Désiré (Desideer) Vanden Bossche staat te lezen: Gestorven voor 't vaderland. Doodgeschoten te Masnuy-Saint-Jean den 2 maart 1916. Op de achterzijde van het monument staan de namen van de 34 gevallen soldaten en de 6 weggevoerden. Er werden gelijktijdig met de oprichting van het Heldenmonument ook 26 platanen als vredesboom en 1 opgaande eik als vrijheidsboom aangeplant.
In 1933 werden op de achterzijde van het Heldenmonument twee namen toegevoegd van weggevoerden die later bezweken waren aan een ziekte. Tegelijkertijd werd de toenmalige 'Neerstraat' ook officieel omgedoopt tot Heldenlaan. Op Wapenstilstand wordt  een officiële herdenking gehouden bij het oorlogsgedenkteken, en sinds 2022 ook op de Belgische veteranendag (7 april). Sinds 2011 is het Heldenmonument officieel beschermd als monument.

## Afbeeldingen

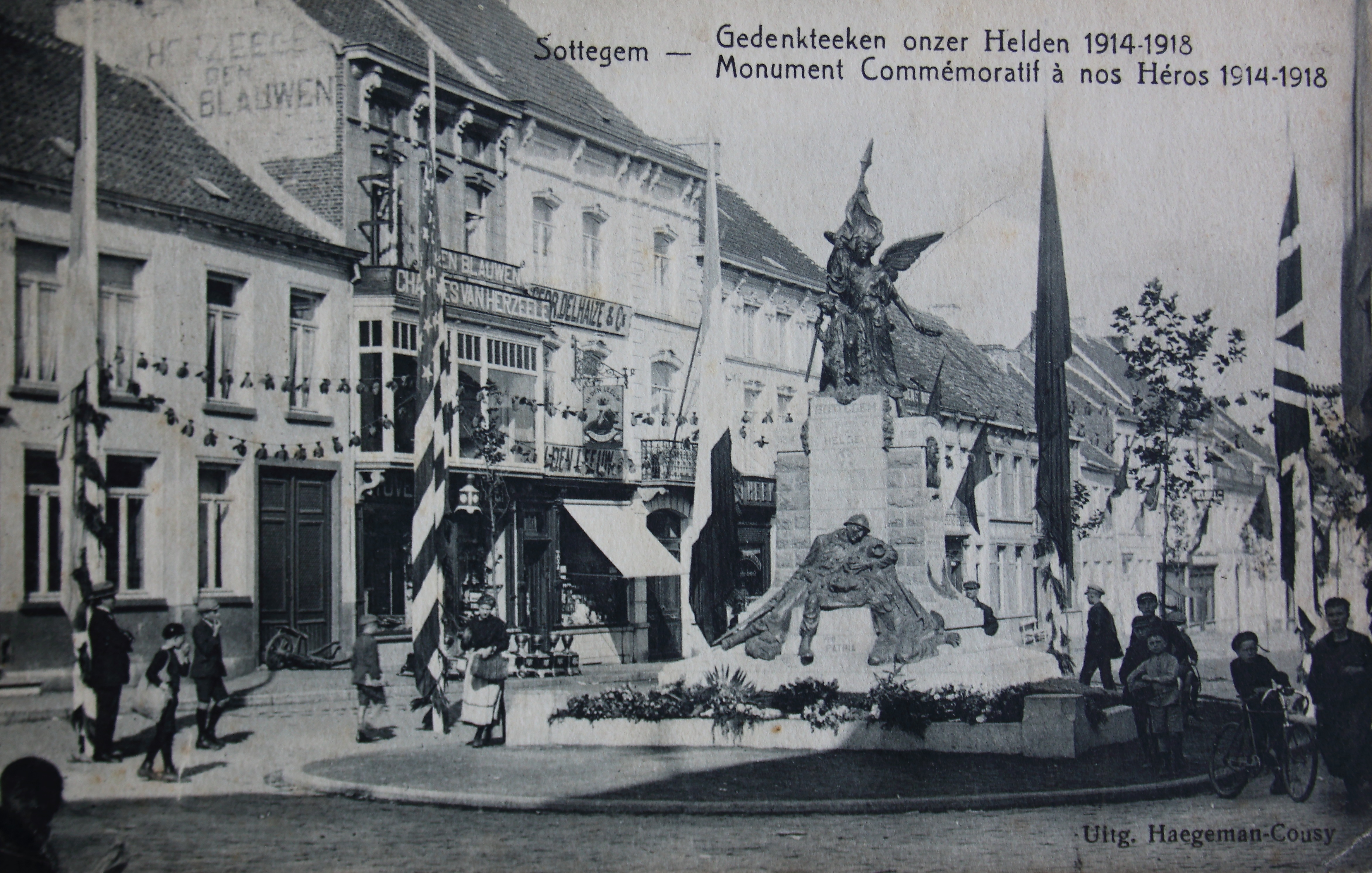
historische prentbriefkaart
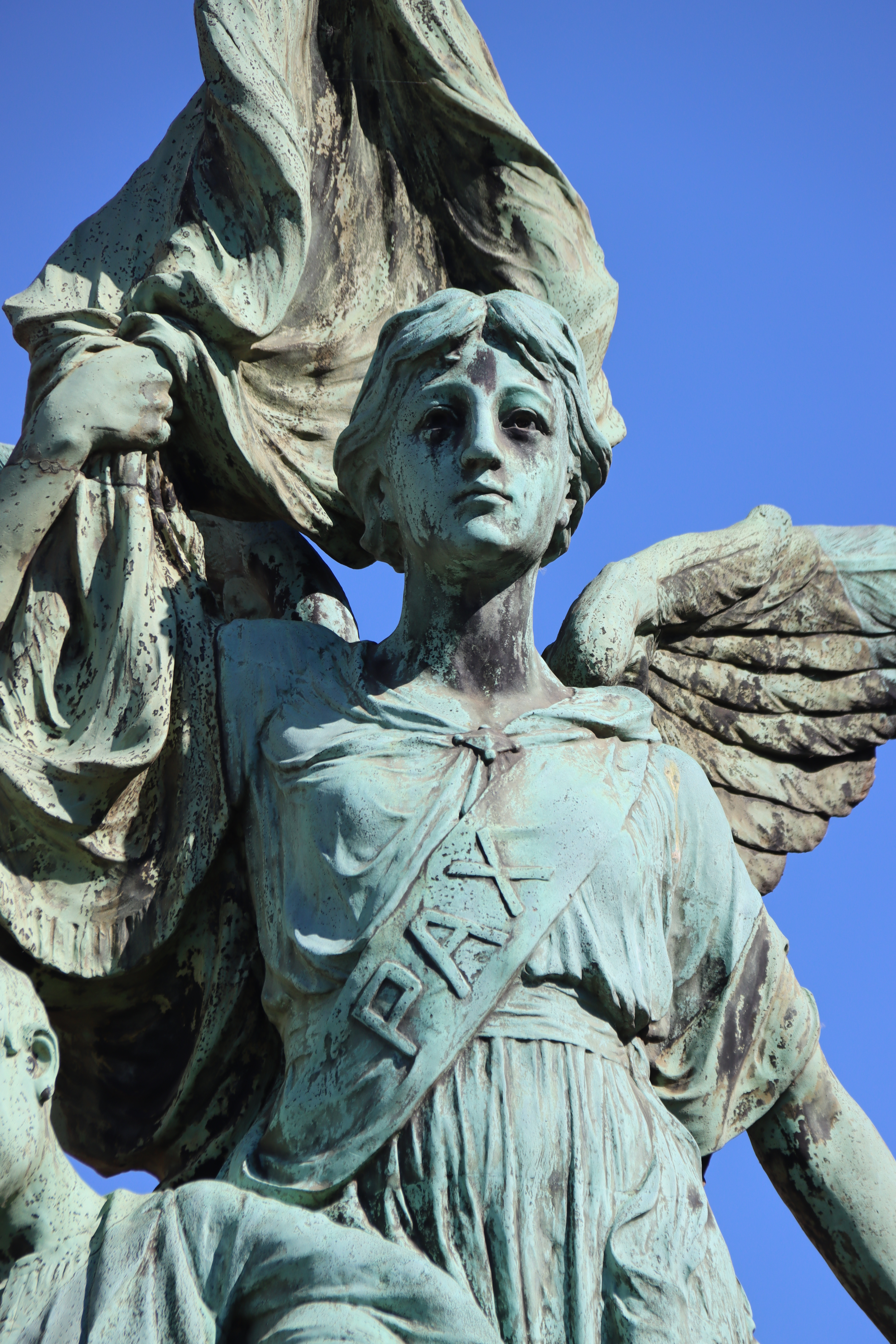
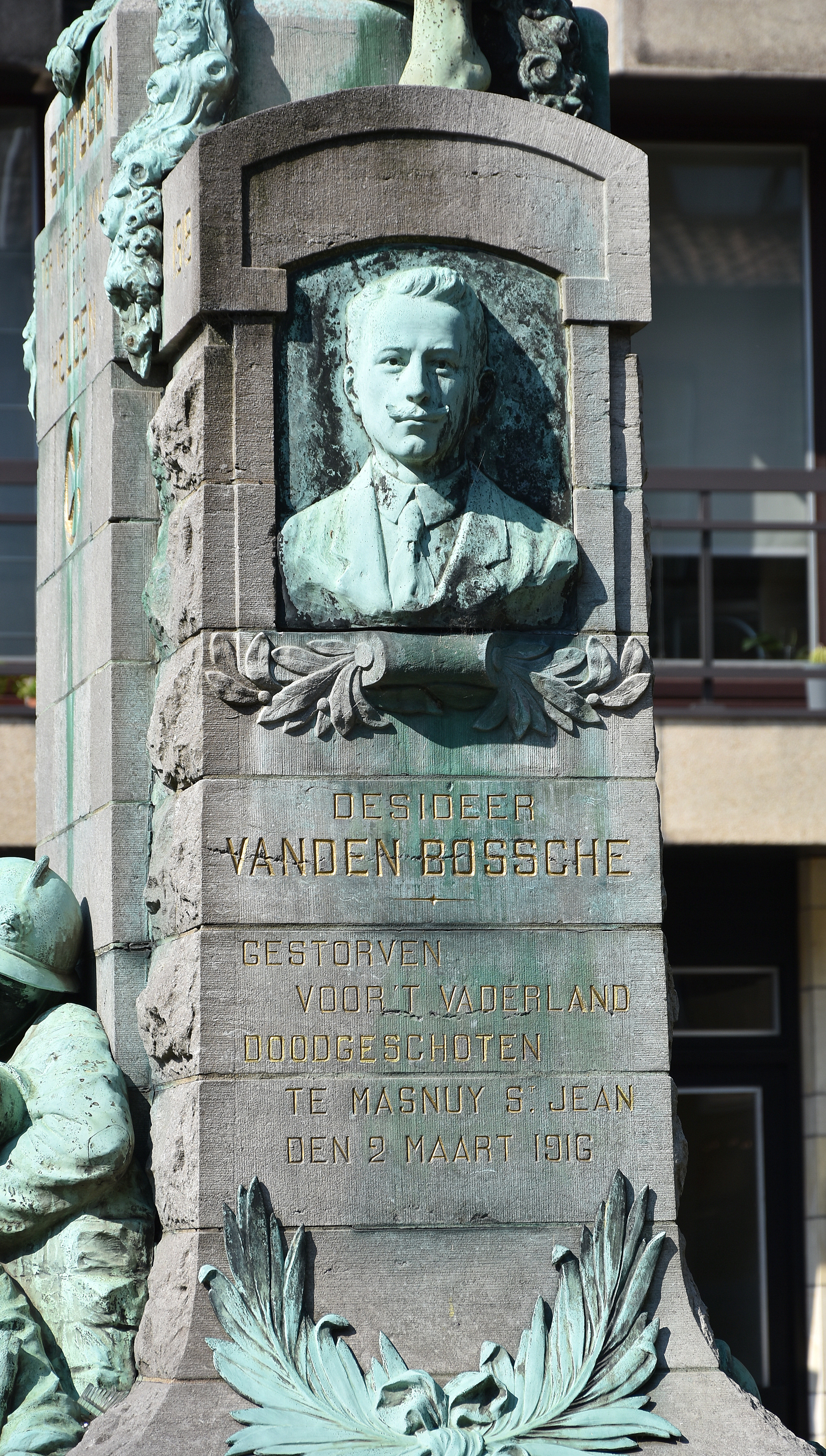
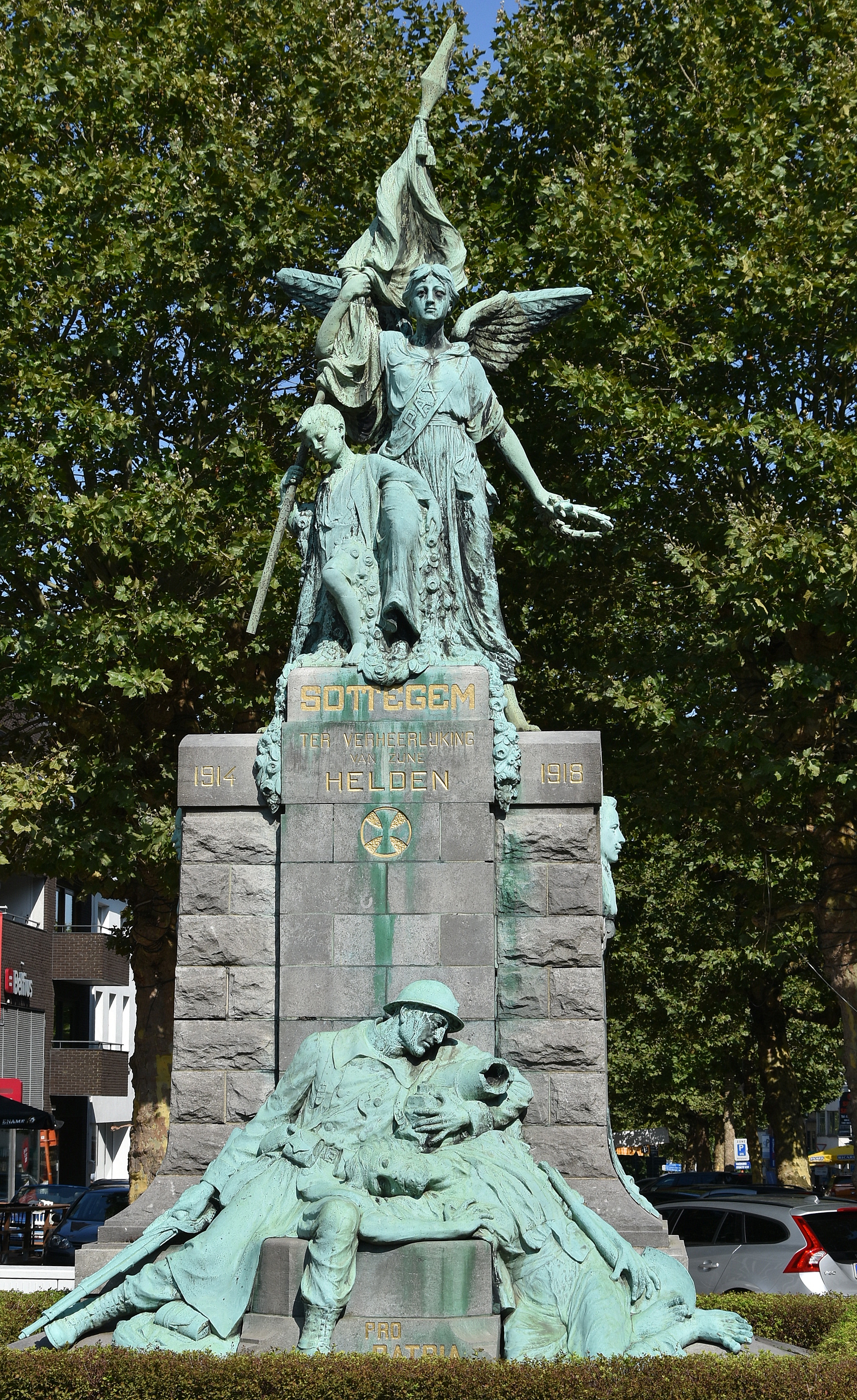